# Грушівська волость
Грушівська волость — адміністративно-територіальна одиниця Херсонського повіту Херсонської губернії.
Станом на 1886 рік складалася з 4 поселень, 4 сільських громад. Населення — 2282 особи (1205 осіб чоловічої статі та 1077 — жіночої), 511 дворових господарств.
|                     | Площа, десятин | У тому числі орної, десятин |
| ------------------- | -------------- | --------------------------- |
| Сільських громад    | 5591           | 3740                        |
| Приватної власності | 10642          | 1736                        |
| Іншої власності     | 91             | 67                          |
| Загалом             | 16324          | 5543                        |

Найбільше поселення волості:
- Грушівка (нині Апостолівського району) — село при річці Базавлук в 162 верстах від повітового міста, 1988 осіб, 486 дворів, церква православна, школа, 6 лавок, 3 ярмарки: 9 травня, 8 вересня, 6 грудня; базар по п'ятницях. В 7 верстах — камера мирового судді. В 9 верстах — римо-католицький молитовний будинок.